# 오가네손

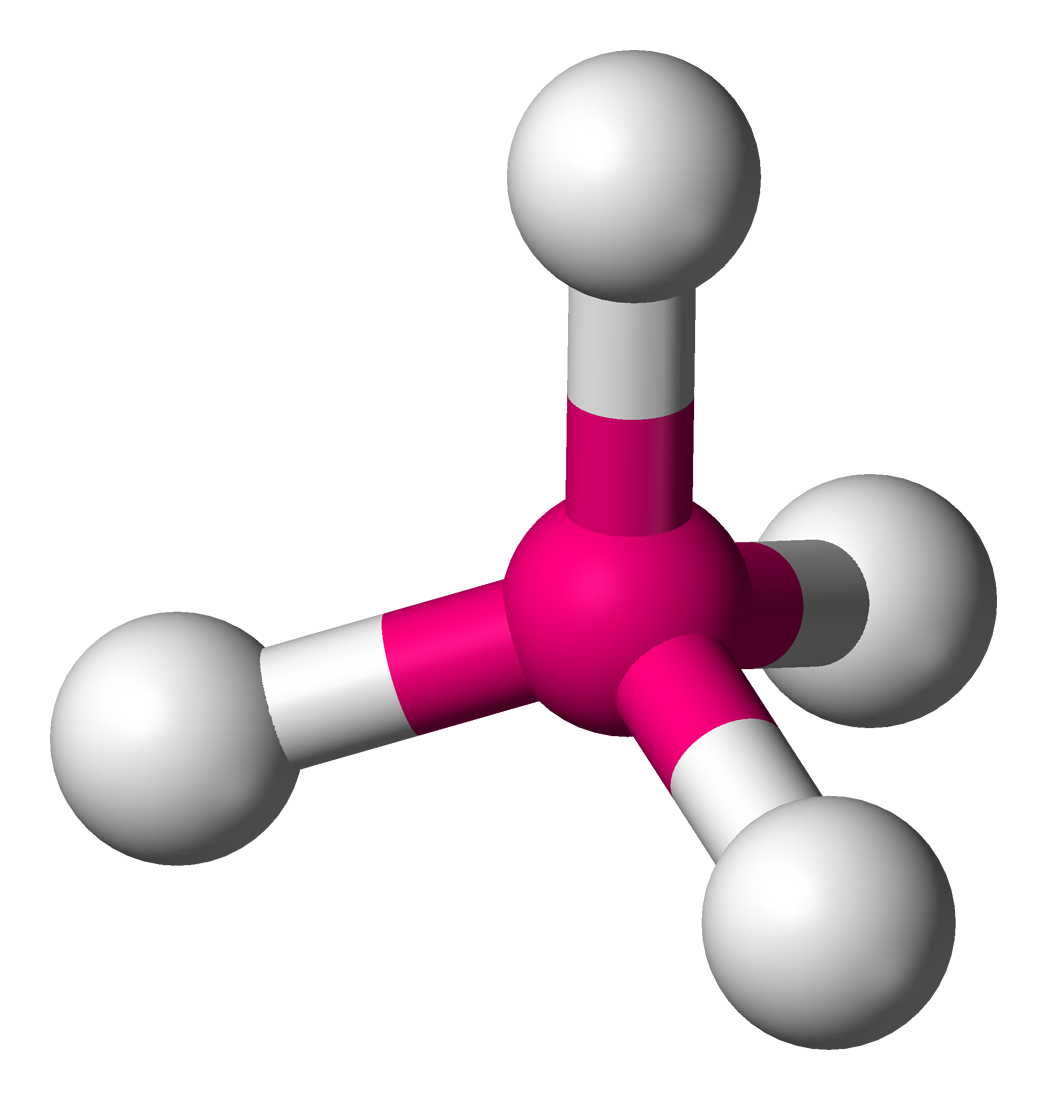
OgF_{4}의 분자 구조(상상도)

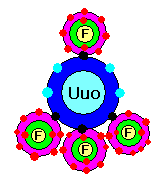
전자공유결합. 오가네손은 맨 바깥 전자껍질 기준이다.

오가네손(Oganesson)은 원자 번호 118번의 초우라늄 원소로 비활성 기체의 여러 성질을 공유할 것으로 생각되며, 화학적 성질은 라돈과 비슷할 것으로 추정한다. 라돈처럼 방사성 기체일 것이며, 유일한 반도체 기체일 것이다. 다만, 상온에서는 고체 준금속 형태로 존재할 가능성이 높다. 방사성 물질의 불안성을 무시한다면, 오가네손은 라돈이나 제논에 비해 화학적 활성을 띨 것으로 여겨진다. 안정적 산화물(OgO3)이나 염화물, 불화물을 이룰 것이다.
1999년에 미 로렌스 버클리 국립연구소가 “가장 무거운 원소”인 오가네손을 발견했다고 발표했으나, 2002년 7월 이 연구성과는 연구자의 날조라는 것이 밝혀졌다. 2006년 10월, 미 로렌스 리버모어 연구소와 러시아 합동 원자핵 연구소의 연구팀이 다시 발견했다고 발표했다. 2015년 12월, 국제순수·응용화학연합에서 니호늄, 모스크븀, 테네신과 함께 발견을 공식적으로 인정하였다. 오가네손의 이름은 러시아 핵 물리학자인 유리 오가네시안에서 유래한 것이다.
스타 트렉에서는 지나이트(Zenite; 원소기호 Zi)라는 원소로 등장하는데, 특징적인 점은 고체라는 것이다. 작품에서의 원자량은 318이다.  
이는 인류가 현재까지 발견한 가장 비싼 물질이라고 한다. 합성하는데 필요한 중입자 가속기 건설비용과 원료가 되는 물질 구입비용 및 가속기를 가동하는데 필요한 에너지 등을 합친 것으로 따지면 오가네손 1g당 가격은 $ 4자 달러이며 한화로 약 5,736자 원으로 비싼 셈이며, 원자 1개당 $ 2,000달러(한화 약 285만원) 정도이다.

## 오가네손의 발견 역사

### 1999년 합성에 실패
1998년, 폴란드의 물리학자 로버트 스몰란즈크가 초중원소인 118번 원소의 성질을 추정, 계산하였다. 그는 계산 이래 납과 크립톤을 제한된 조건에서 융합하면 118번 원소가 합성된다는 것을 밝혔다. 이것을 토대로 1999년에 실험이 시작되었다.
1999년, 미 로렌스 버클리 국립연구소에서 이러한 예측을 토대로 하여 리버모륨과 오가네손의 발견을 물리학 논문에 발표하였다. 그리고 실험을 시작하였다. 연구원들은 입자가속기에 크립톤-86을 타겟으로 하여 납-208 동위원소를 충돌시켜서 118번 원소를 발생시켰다.
{\displaystyle \,_{36}^{86}\mathrm {Kr} +\,_{82}^{208}\mathrm {Pb} \,^{2+}\to \,_{118}^{294}\mathrm {Og} +n}
그러나 이것은 2002년 7월에 이 연구성과는 연구자의 날조로 밝혀지면서 한동안 합성 실험이 중단된 일까지 발생하였다. 그러나 2006년 10월 9일 로렌스 리버모어 연구소가 다시 실험을 시작함으로써 부활하였다.

### 2006년 10월 오가네손의 합성

오가네손의 붕괴과정.

2006년 10월 9일, JINR과 미 로렌스 버클리 국립연구소가 러시아 두브나와 미국 캘리포니아주에서 실시한 합성 실험에서 캘리포늄-249를 타겟으로 하여 칼슘-48 이온을 4개월간 4×1019번 충돌시켜 오가네손 원자 3개 합성에 성공하였다. 성공 당시 질량은 294짜리였고, 합성된 즉시 붕괴하여 리버모륨-290으로 되었고, 다시 플레로븀-286으로 되어서 최종적으로 코페르니슘-282가 되었다.
{\displaystyle \,_{98}^{249}\mathrm {Cf} +\,_{20}^{48}\mathrm {Ca} \,^{2+}\to \,_{118}^{294}\mathrm {Og} +3n\to \,_{116}^{290}\mathrm {Lv} \to \,_{114}^{286}\mathrm {Fl} \to \,_{112}^{282}\mathrm {Cn} }
이 실험에서 3개의 오가네손 원자 붕괴를 관찰하였다. 반감기는 오가네손-294 원자 기준으로 계산 결과 0.89밀리초로 1밀리초보다 조금 못되었다. 이 원소는 즉시 리버모륨-290으로 알파 붕괴하였다. 리버모륨-290이 생성되자 동시에 리버모륨 합성 실험도 시작하였다. 퀴륨-245를 타겟으로 하여 역시 칼슘-48 이온을 충돌시켰더니 리버모륨-293이 생성되었다. 리버모륨-293의 반감기는 61밀리초이다.
{\displaystyle \,_{96}^{245}\mathrm {Cm} +\,_{20}^{48}\mathrm {Ca} \,^{2+}\to \,_{116}^{293}\mathrm {Lv} +3n} ({\displaystyle \,_{20}^{48}\mathrm {Ca} +\,_{96}^{248}\mathrm {Cm} \to \,_{116}^{296}\mathrm {Lv} ^{*}\to \,_{116}^{293}\mathrm {Lv} +3\,_{0}^{1}\mathrm {n} })
{\displaystyle \,_{94}^{244}\mathrm {Pu} +\,_{26}^{58}\mathrm {Fe} \to \,_{120}^{302}\mathrm {Ubn} ^{*}\to \ no\ atoms}
이 실험에서의 관측 결과, 최초로 합성되고부터 0.89밀리초 후에 리버모륨-290으로 붕괴하였고, 14밀리초 후에 플레로븀-286으로 다시 붕괴하였으며, 그리고 160밀리초(0.16초)뒤에 코페르니슘-282로 붕괴하였다. 이 붕괴 과정은 계속되어서 코페르니슘-282는 0.8밀리초 후에 자발 핵분열을 하였다. 오가네손 합성에 성공한 것을 시작으로 하여 플루토늄-244에 철-58을 충돌시켜 120번 원소로 불리는 운비닐륨을 발생시키려 했으나 반감기가 훨씬 줄어서 0.02밀리초 정도로 극도로 줄어 결국 운비닐륨 합성 실험은 실패하였다.

## 원소의 이름
1999년에 처음으로 주장된 발견에서, 버클리 연구소는 연구소장 알버트 기오르소의 이름을 따서 기오르슘(Ghiorsium, Gh)으로 하자고 제안하였으나, 이는 2002년 이 발견이 날조로 밝혀지면서 가라앉았다.
2006년 러시아에서 발견이 확인되었을 때, 연구소가 위치한 도시인 두브나의 이름을 따서(두브늄과 같이) 두브나듐(Dubnadium, Dn)으로 할 것이라는 소문이 돌았으나, 러시아 당국은 두브나가 위치한 지역인 모스크바주의 이름이나 연구소의 창설자인 게오르기 플리오로프의 이름을 따서 모스코븀(Moskovium, Mk) 또는 플리오륨(Flyorium, Fy)이라 제안할 것이라고 말했다.
2016년 6월 IUPAC에서 오가네손이라는 이름을 지을 것이라고 발표하였고, 러시아의 핵물리학자 유리 오가네시안의 이름을 따서 2016년 11월 28일 오가네손으로 이름이 확정되었다.

## 동위 원소

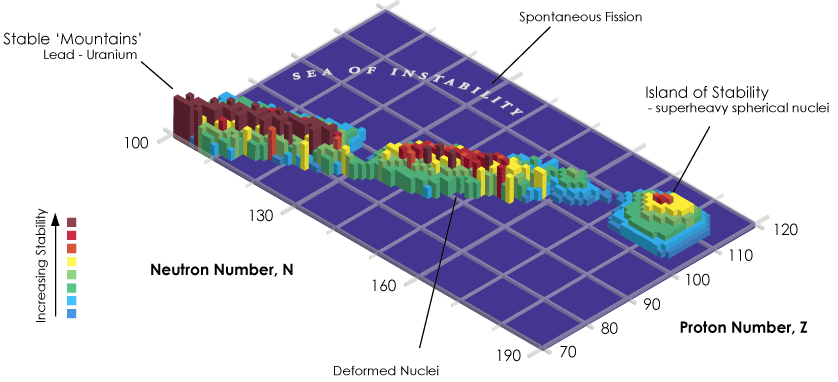
안정성의 섬의 모습.

많은 동위 원소 중에 납은 안정 동위 원소가 많다. 안정 동위 원소는 반감기가 다른 동위 원소에 비해 길거나 천연적으로 존재하는 원소를 말한다. 110번-114번 원소들도 역시 동위 원소들이 있으나, 안정된 동위 원소 치고는 너무 반감기가 짧다. 글렌 시보그는 이렇게 반감기가 극도로 짧은 원소들을 연구하였으며, 나중에는 차차 반감기가 길어질 것이라고 예상하였다. 그러나 오가네손 역시 반감기가 매우 짧아서 단위가 마이크로초까지 짧아졌다. 그것은 리버모륨 이후로는 안정성의 섬에 들어가지 않기 때문에 '불안정성의 바다'에 속하는 경향이 있으므로 반감기가 매우 짧아진 것이다.
오가네손의 동위 원소 중에서도 밀리초 단위로 가장 반감기가 긴 안정 동위 원소는 294Og, 즉 오가네손-294이며, 293Og, 295Og, 296Og, 297Og, 298Og, 300Og, 그리고 302Og이다. 293-302 짜리 오가네손 동위 원소들은 반감기가 길 것으로 예측되며, 오가네손을 기초로 하여 119번 이후로 반감기가 길어질 것이다.

## 원자와 물리적 성질
오가네손은 비활성 기체에 속하는 원소이다. 주기율표상의 위치에서는 라돈 바로 밑에 위치를 한다. 그리고 비활성기체에서 가장 무거운 원소이다. 최외곽 전자 껍질에는 8개의 전자가 있어 안정적이다. 오가네손의 최외곽 전자껍질은 s-구역 전자 2개, p-구역 전자 6개로 7s2, 7p6이다. 이 전자배치를 옥텟 배치라고 한다.
오가네손의 끓는점은 확실하지 않지만 370 K 정도로 추정된다. 그리고 녹는점도 정확히 알 수 없지만 263 K 또는 247 K으로 추정된다. 오가네손은 다른 비활성 원소와는 달리 상온에서 고체 형태를 띤다. 그리고 액체 상태에서는 온도가 차이가 어느 정도 나서 2~9 켈빈 정도 차이가 난다. 그리고 상온에서의 상태는 고체이다.

### 오가네손 화합물

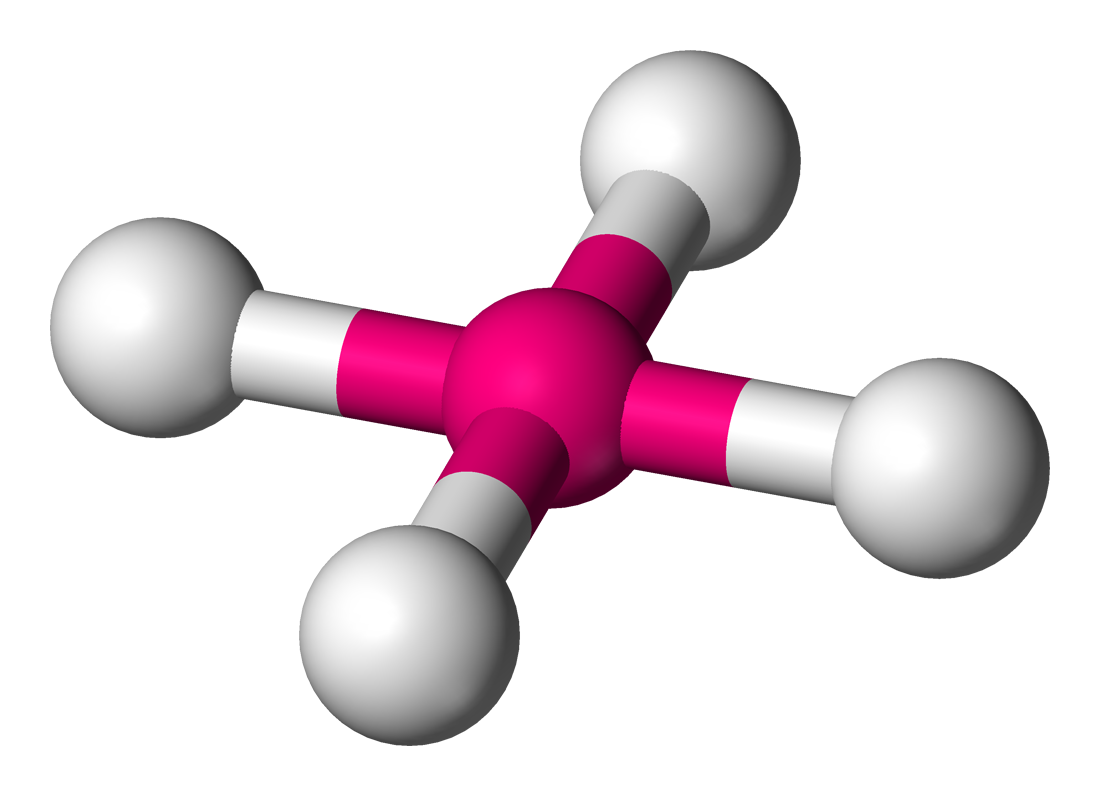
XeF_{4}와 RnF_{4}의 분자 구조.

오가네손과의 화합물은 아직 발견되지 않았으나 오가네손의 화학적 성질에 대한 이론화학적 연구는 1964년부터 시작되었다.
1964년 시작된 연구에서 오가네손의 이온화 에너지를 조사하였더니 1차 이온화 에너지는 계산결과 820-1130 kJ/mol−1이었고, 2차 이온화 에너지는 추정값으로 1450 kJ/mol−1이었다.
계산 결과 오가네손의 분자는 Og2 형태로 존재하여 수은 분자(Hg2)와 결합 하는데 이때의 결합 에너지는 6 kJ/mol이며, 라돈 분자(Rn2)와도 결합한다는 것이 밝혀졌다. 그러나 완벽하게 결합을 못하였고 오가네손과 라돈 분자(Rn2)와 약하게 결합을 하여 결합의 길이가 16 Å정도였다. 오가네손 이온 화합물 중 OgH+은 이온화 에너지가 작은 편이며 라돈화수소 이온(RnH+)에 비해 이온화 에너지가 작다.

### 할로젠과의 반응
오가네손은 수소와 결합하면 오가네손화수소(OgH) 로 화학결합을 하게 된다. 112번 원소인 코페르니슘과 114번 원소인 플레로븀도 이와 같은 형식으로 수소와 결합을 하게 된다. 오가네손의 안정적인 산화 상태는 +2와 +4이며 오가네손과 플루오린이 결합하면 2개가 결합할 경우 이플루오린화오가네손(OgF2)이 되며 4개가 결합할 경우 사플루오린화오가네손(OgF4)이라는 분자로 생성된다. 오가네손과 플루오린 분자(F2)가 결합하여 OgF2로 되며, 이때 생기는 결합 열량은 106 kcal/mol 또는 46 kcal/mol이다. 그리고 비활성 기체 화합물 중 이플루오린화라돈(RnF2)은 결합 열량이 1/5~1/10인 10 kcal/mol에서 최대 49 kcal/mol 정도로 오가네손보다 작다. 오가네손의 화합물 중 산화 상태가 가장 높은 오가네손 화합물인 OgF4는 사플루오린화제논(XeF4)과 사플루오린화라돈(RnF4)과는 다른 메테인과 거의 같은 구조를 띠게 된다. 오가네손-플루오린과의 화합물은 결합이 가장 강하며, 일반적인 일반식은 OgFn로 된다. 오가네손은 다른 비활성 기체와 달리 염소와도 이와 같은 형식으로 결합하게 된다.

### 사용
현재까지 오가네손은 3개의 원자만 생성되었고, 그것마저도 반감기가 아주 짧기 때문에 아직까지는 이용되지 않는다.

## 같이 보기
- 오가네손 동위 원소
- 테네신―오가네손―우누넨늄